# Monachella muelleriana
Monachella muelleriana là một loài chim trong họ Petroicidae.